# André Delattre
André Delattre , né le 27 décembre 1931 à Coudekerque-Branche (Nord) et mort le 4 février 2014 à Dunkerque (Nord), est un homme politique français.

## Biographie
Après des études au collège Jean-Bart à Dunkerque puis lycée Faidherbe et Faculté de Droit à Lille, et enfin à l'École normale de Douai. Il devient à alors en 1951 instituteur puis en 1970 directeur d'école dans sa commune de naissance.
À partir de 1971, il devient adjoint au maire de Coudekerque-Branche dans le majorat de Maurice Mollet jusqu'en 1976, date à laquelle il devient maire de Coudekerque-Branche. La même année, il devient Vice-président de la communauté urbaine de Dunkerque ces deux fonctions il les gardera jusqu'en 2008.
En 1979, il bat le maire de Dunkerque Claude Prouvoyeur et devient conseiller général du canton de Dunkerque-Est. En 1982, le canton de Coudekerque-Branche est créée, il en devient le conseiller général et laisse le canton de Dunkerque-Est à Claude Prouvoyeur. Au renouvellement des cantonales en 1985, à la surprise générale, il est battu par Emmanuel Dewees (RPR).
À la suite de la nomination de Michel Delebarre Ministre des Transports et de la Mer, il devient député de la 13e circonscription du Nord le 29 juillet 1988.
Il meurt le 4 février 2014. Il est inhumé au cimetière de Coudekerque-Branche.

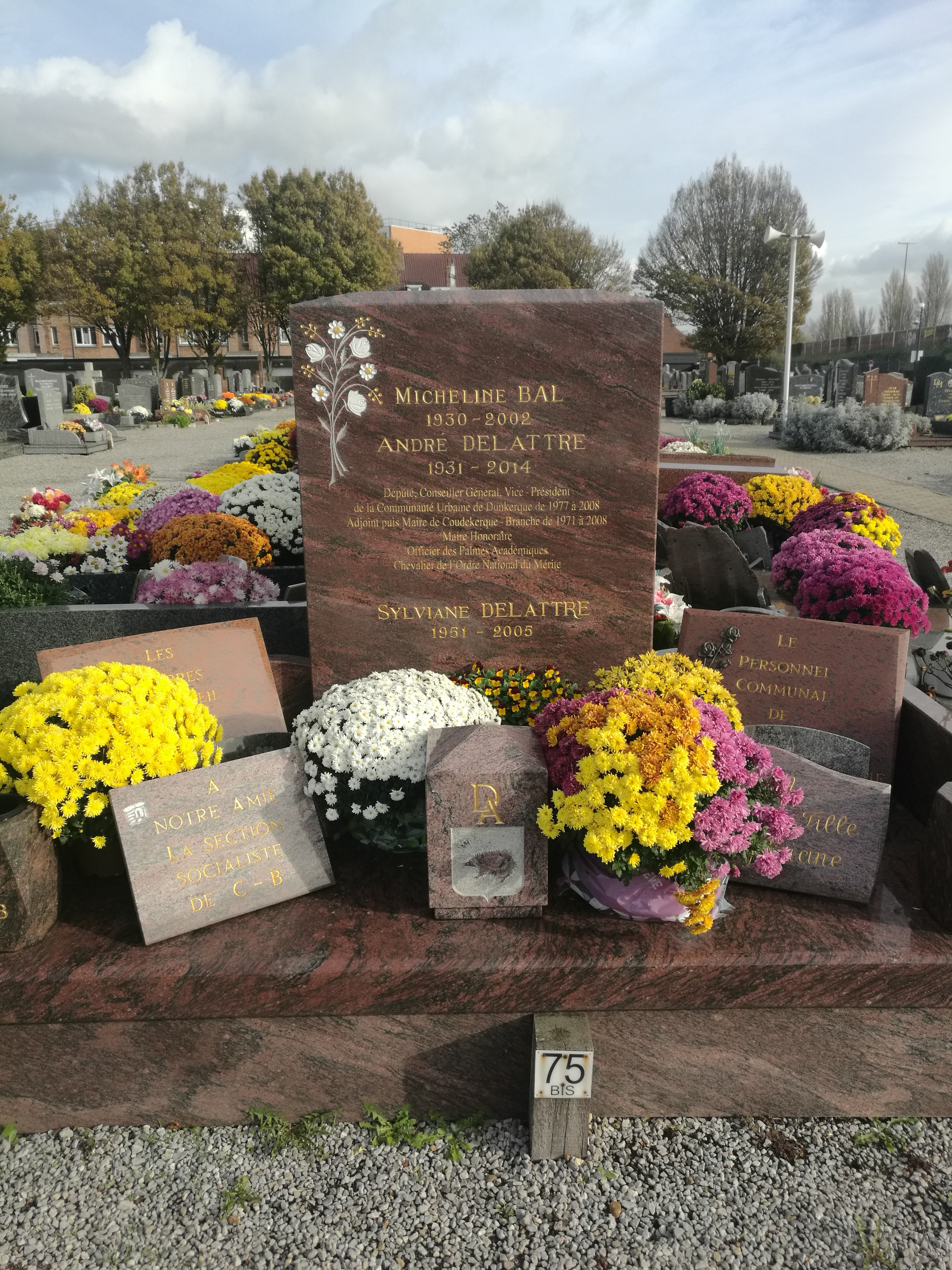
Tombe d'André Delattre au cimetière de Coudekerque-Branche

## Distinctions
- Chevalier de l'ordre national du Mérite
- Chevalier de l'ordre des Palmes académiques